# 同軸ケーブルモデム
同軸ケーブルモデム（どうじくケーブルモデム）は、宅内の同軸ケーブルを宅内LANとして用いる為の機器の総称である。

## 概説
複数台のパソコンにてネットワークを組む際、古くからLANケーブル、そして近年では無線LANが普及してきた。しかしLANケーブルを用いた場合だと、壁を隔てて配線するのは困難で、無線LANだと速度の著しい低下、セキュリティに関して問題がある等、それなりのデメリットも存在する。
それらのデメリットを解消するべく、既設の同軸ケーブルを宅内LANとして用いる構想が生まれた。
同軸ケーブルアダプターとも呼ばれる。

## メリット
- 宅内に既設の同軸ケーブルを用いるため、壁や廊下で隔てた部屋同士でも、工事不要で簡単に宅内ネットワークを構築できる。
- 有線接続である為、無線LANのように建材等の遮蔽物に通信速度を左右されない。

## デメリット
- アパート、マンション等の集合住宅では動作の保証がなく、CATV導入済みの場合も利用が出来ない。